# Oldsmobile 88
Oldsmobile 88 (укр. Олдсмобіль Ейті Ейт) — серія американських повнорозмірних легкових автомобілів, що випускалася з 1949 по 1999 рік підрозділом Oldsmobile компанії General Motors.
У модельному ряду підрозділу вона займала становище масової повнорозмірної моделі початкового рівня, що стоїть на сходинку нижче від «люксової» серії Oldsmobile 98.
У різні роки під цією назвою випускалися принципово різні з технічної точки зору автомобілі, зокрема, неодноразово змінювалися використовувані серією платформи: так, з 1959 по 1976 рік вона використовувала платформу B-body, в 1977-85 - варіант тієї ж B-body з укороченою колісною базою, а з 1986 - передньоприводну H-body.
Свого часу в рамках серії «88» існувала велика кількість окремих моделей: Delta, Dynamic, Jetstar, Starfire, Super, Holiday, L/S, LSS, Celebrity, і Royale; в результаті позначення автомобіля виглядало, наприклад, як Oldsmobile Delta 88.
Автомобілі Oldsmobile 88 виготовлялися заводами в містах Уентзвілль, штат Міссурі; Флінт, штат Мічиган; і Лейк Оріон, штат Мічиган.

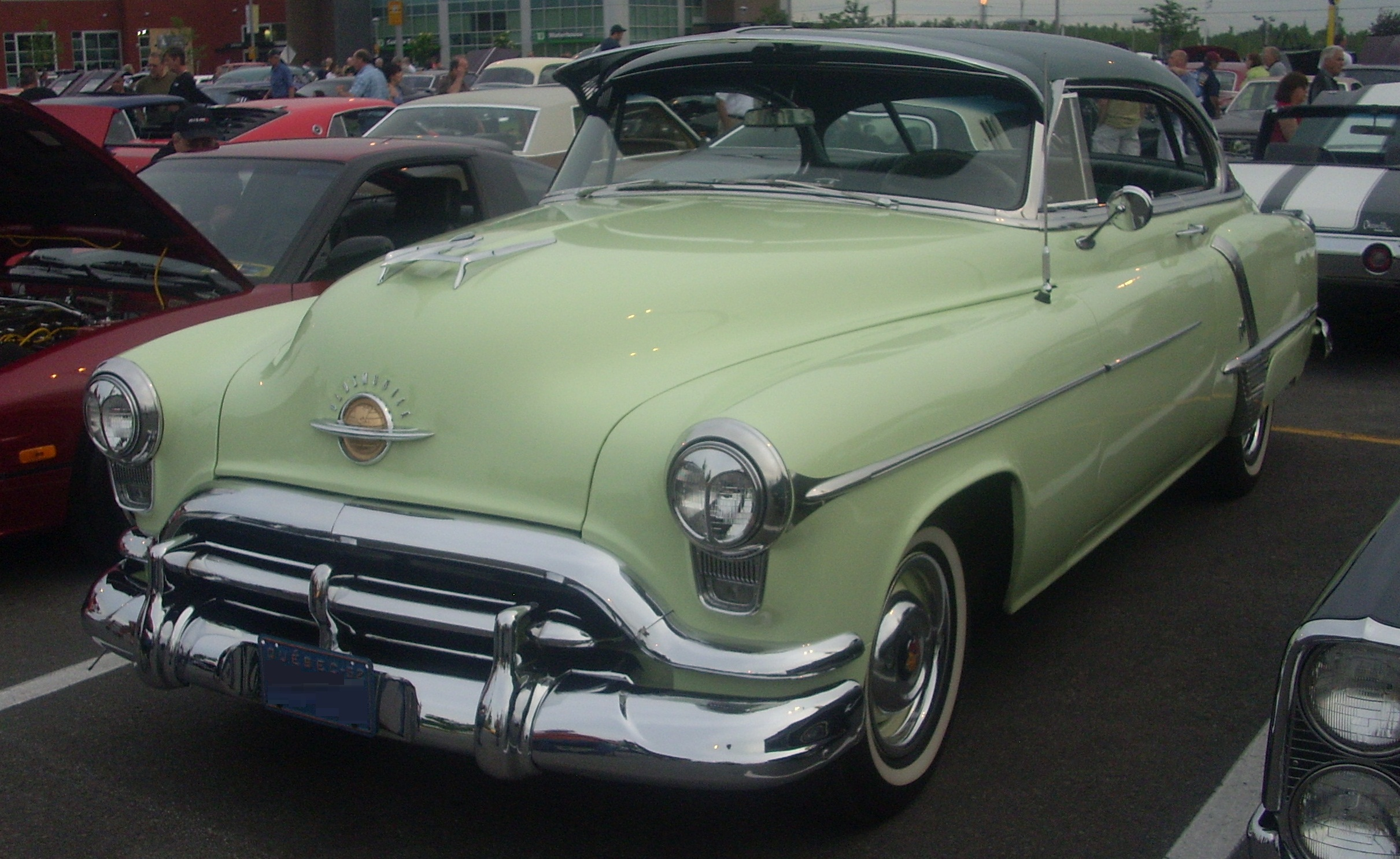
1952 року
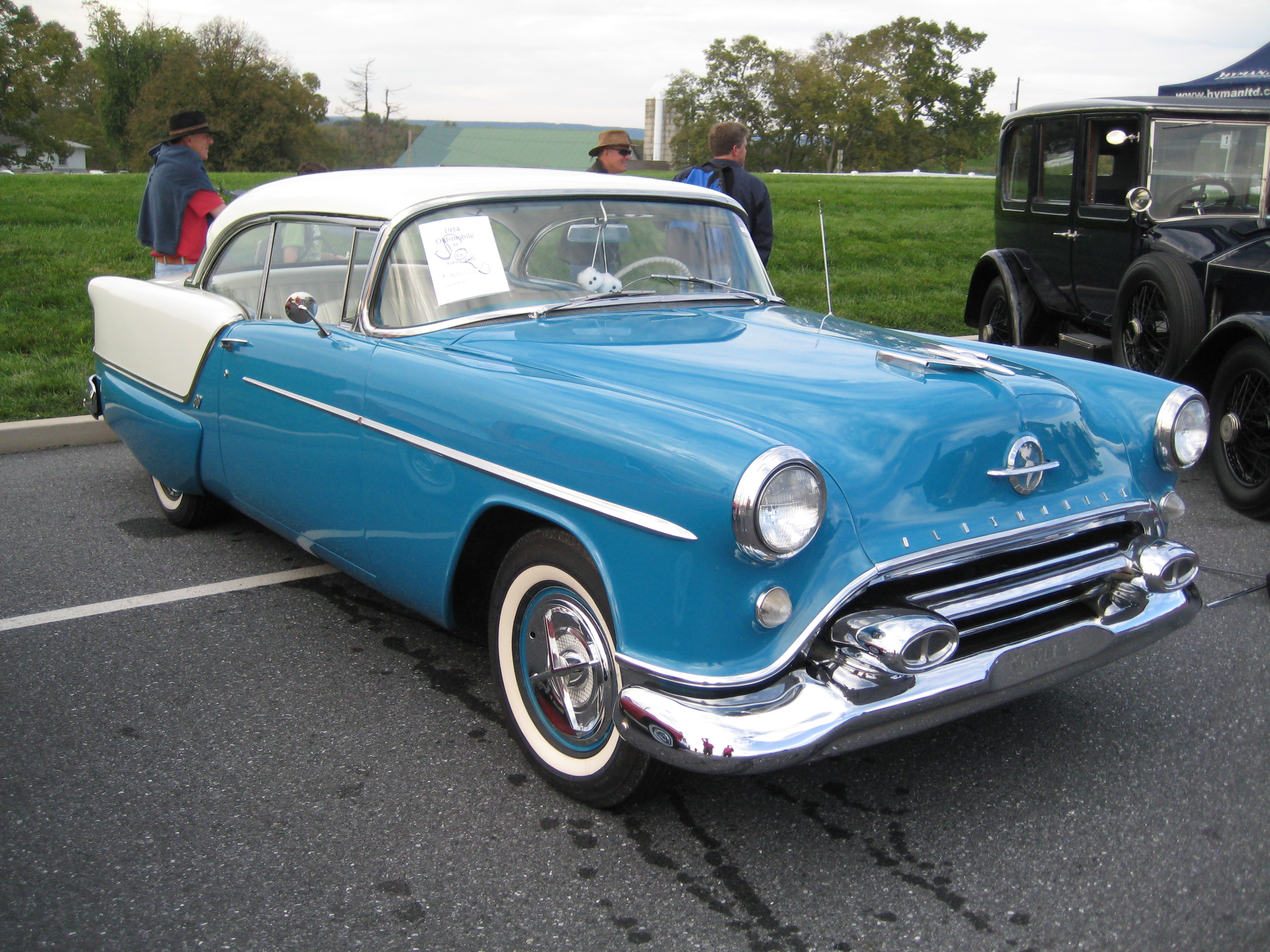
1954 року
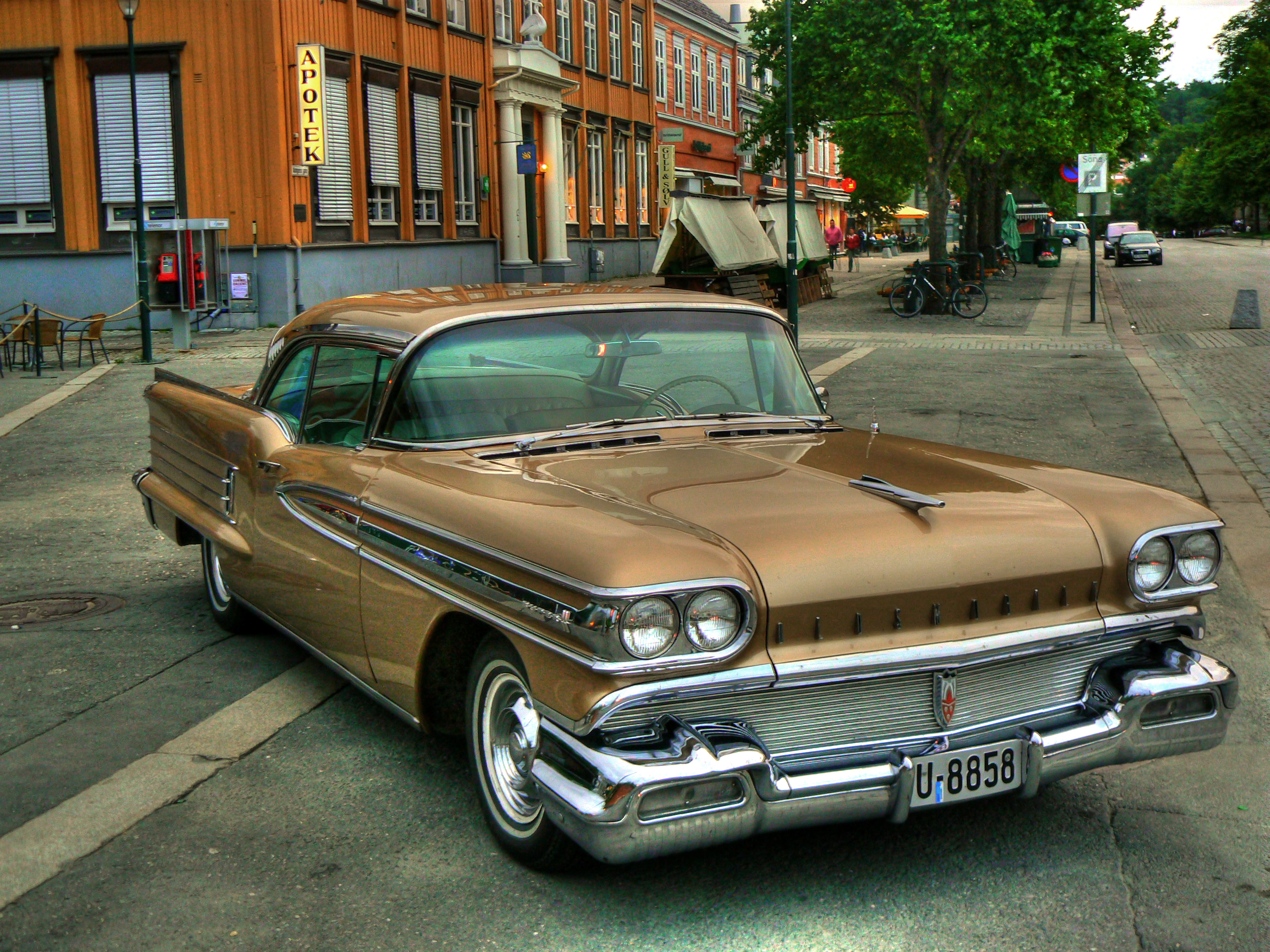
1958 року
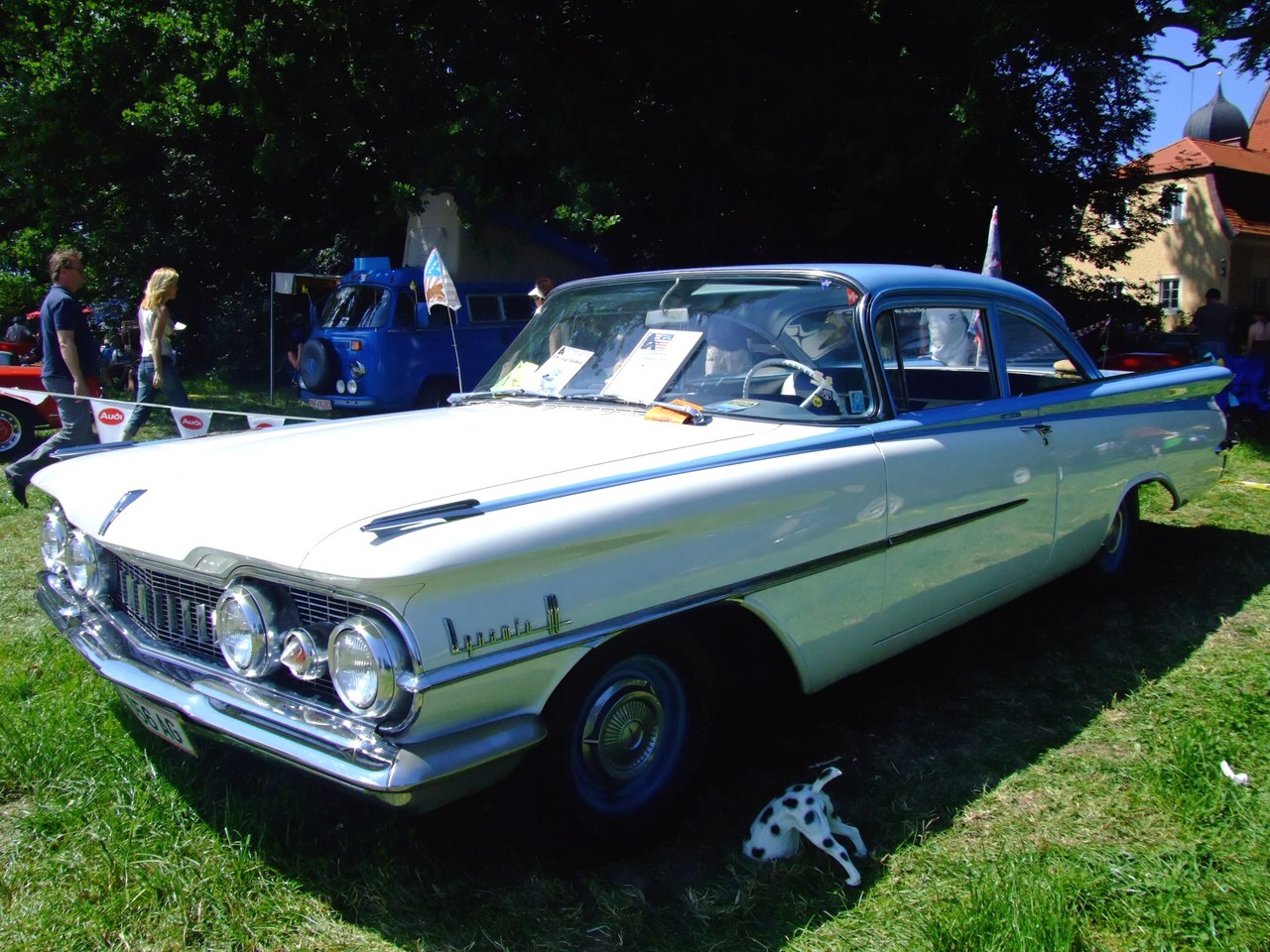
1959 року
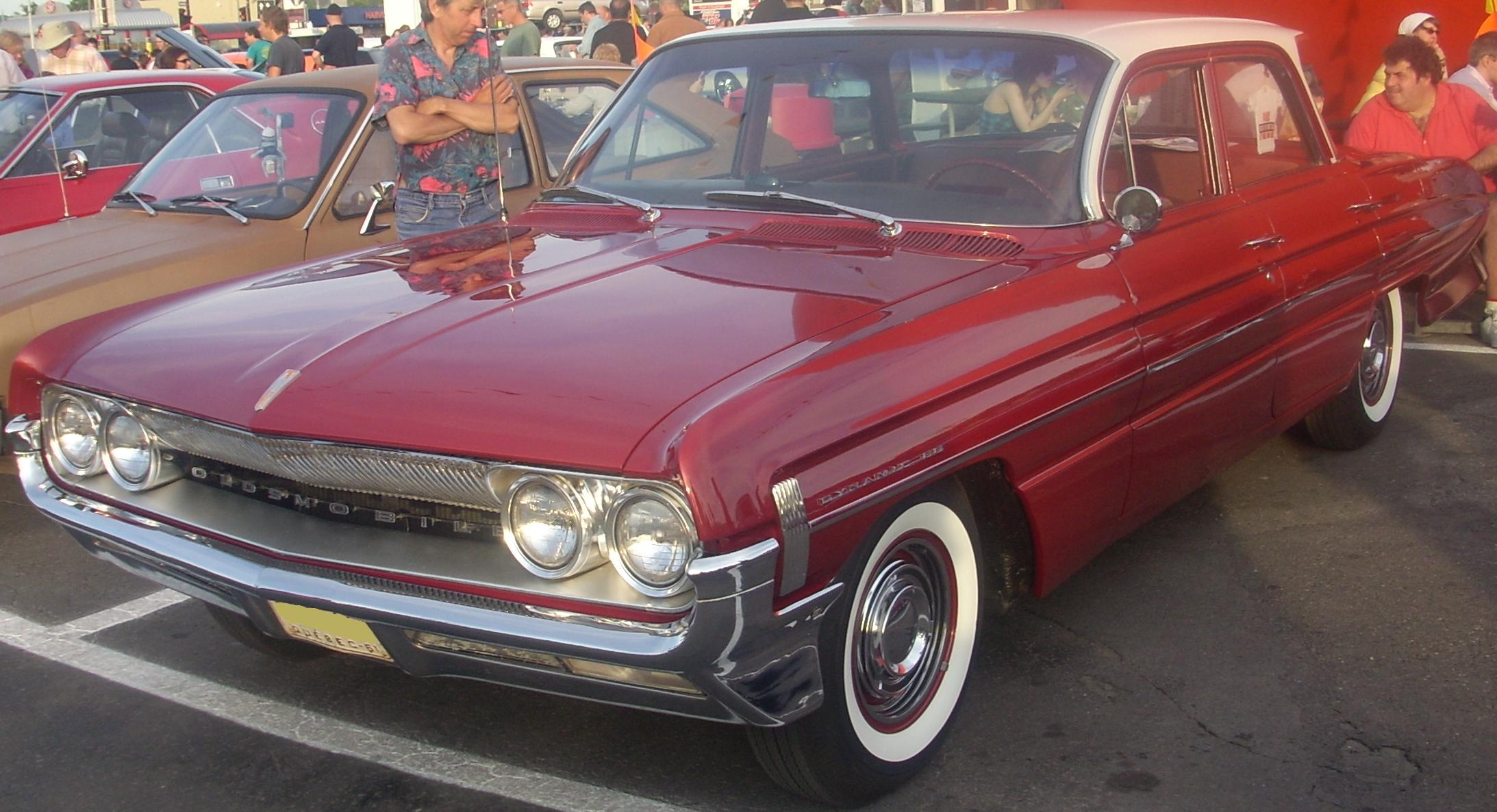
1961 року
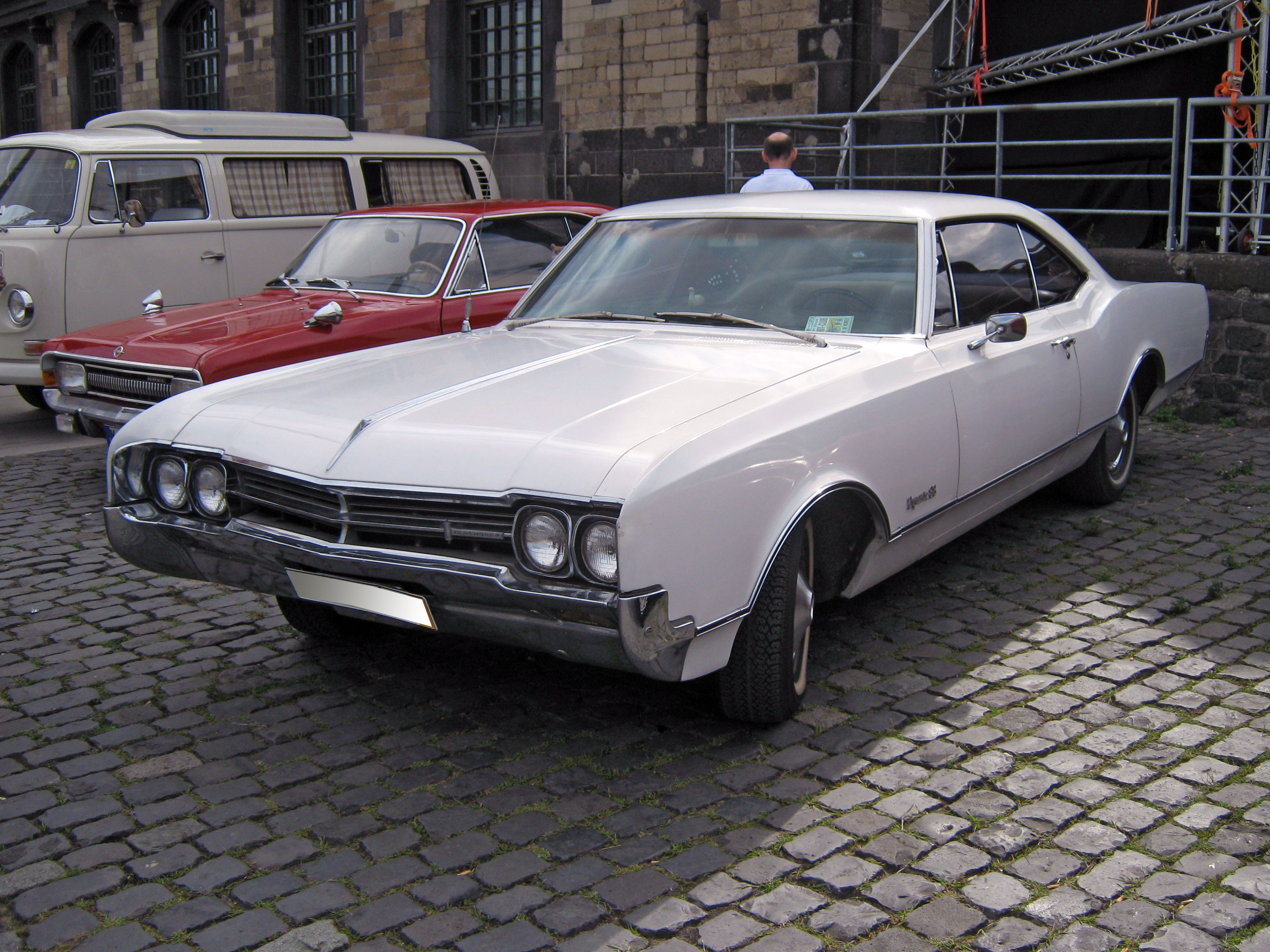
1966 року
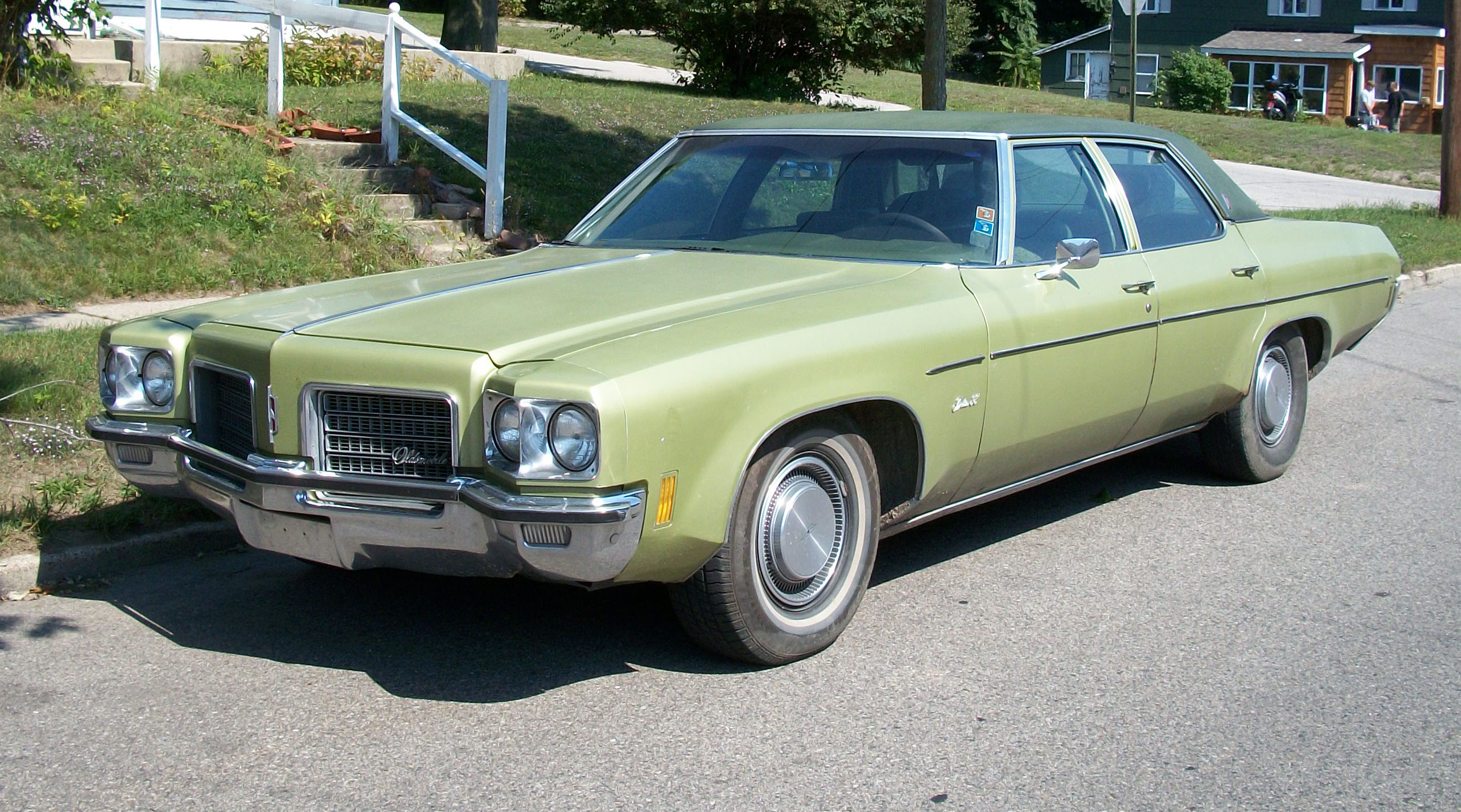
1971 року
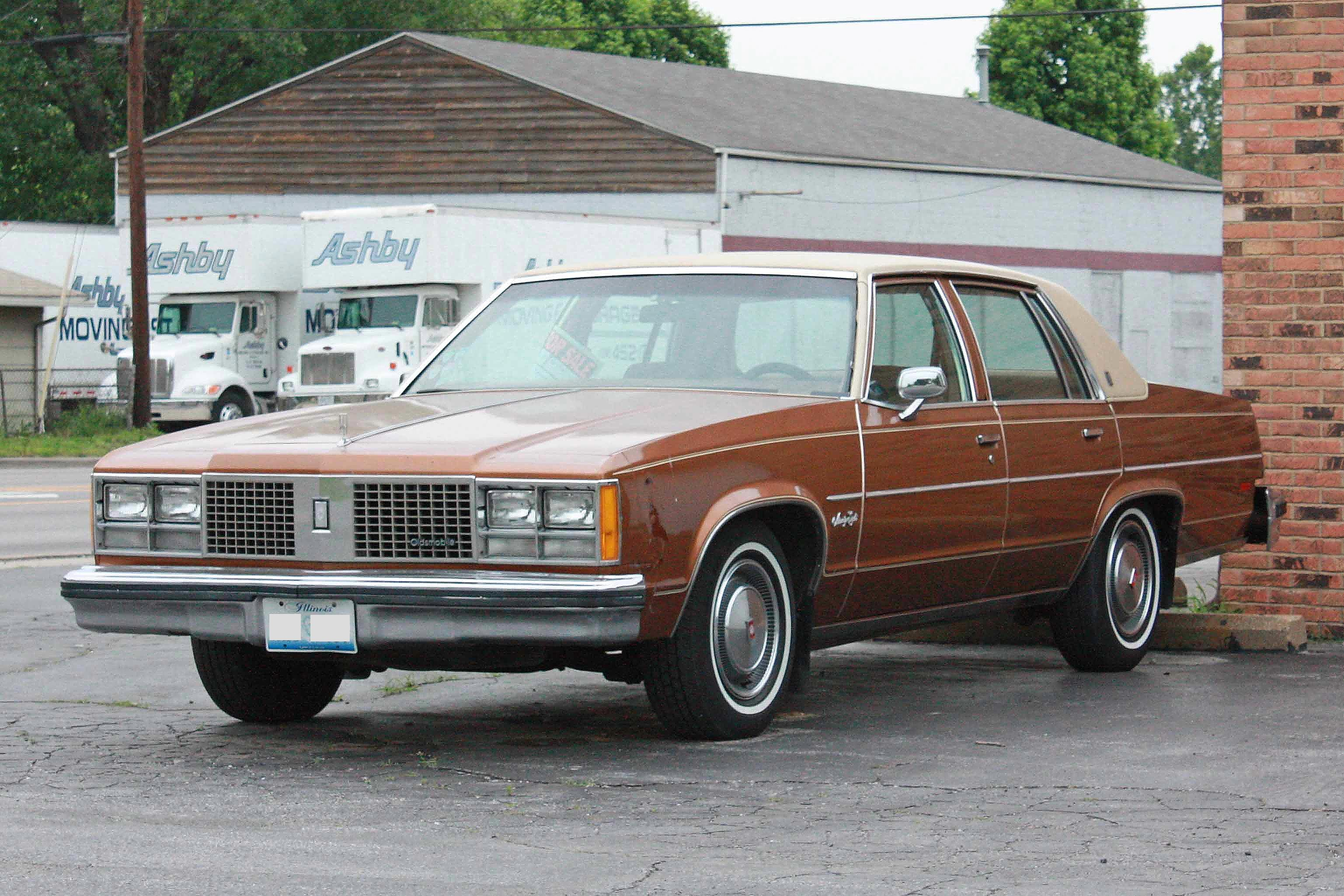
1977—1985 років
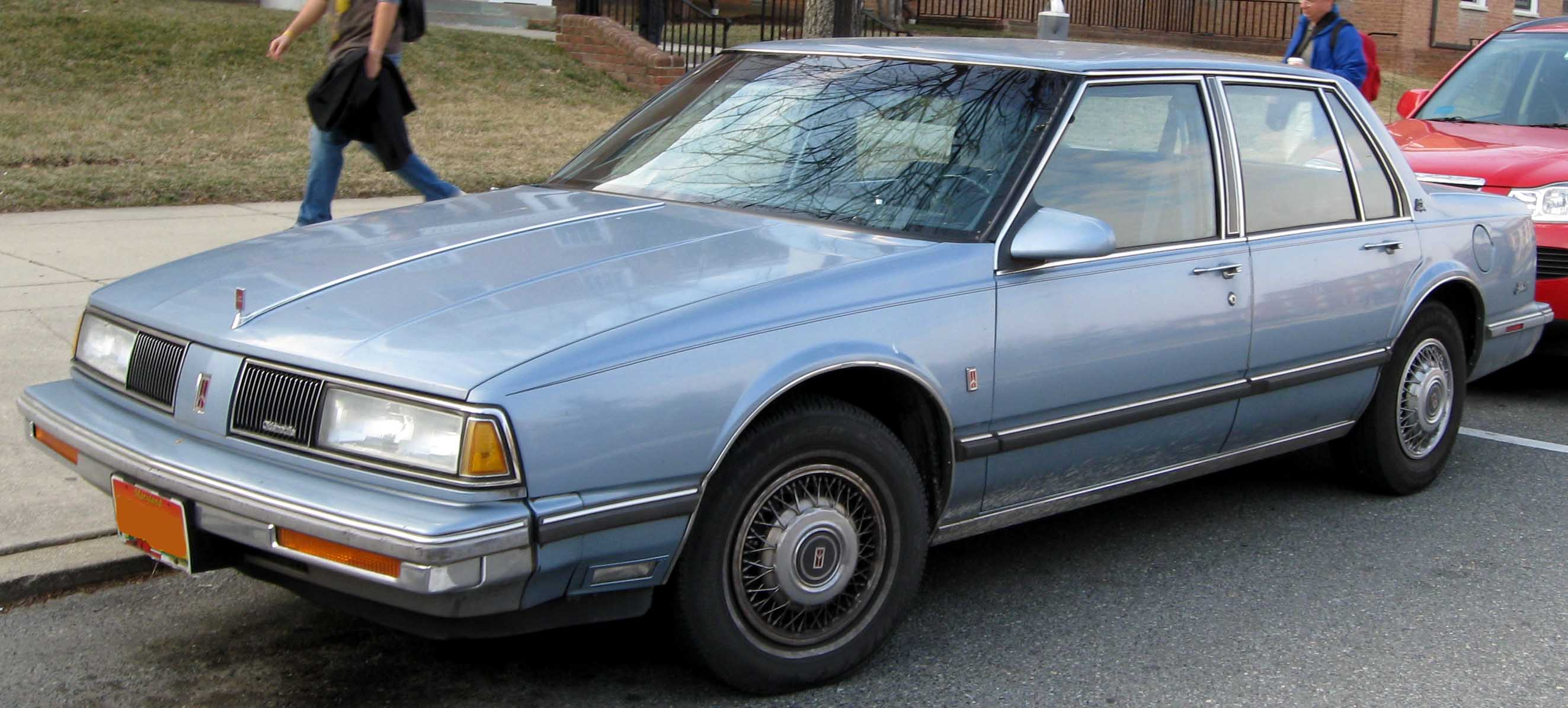
1986—1991 років
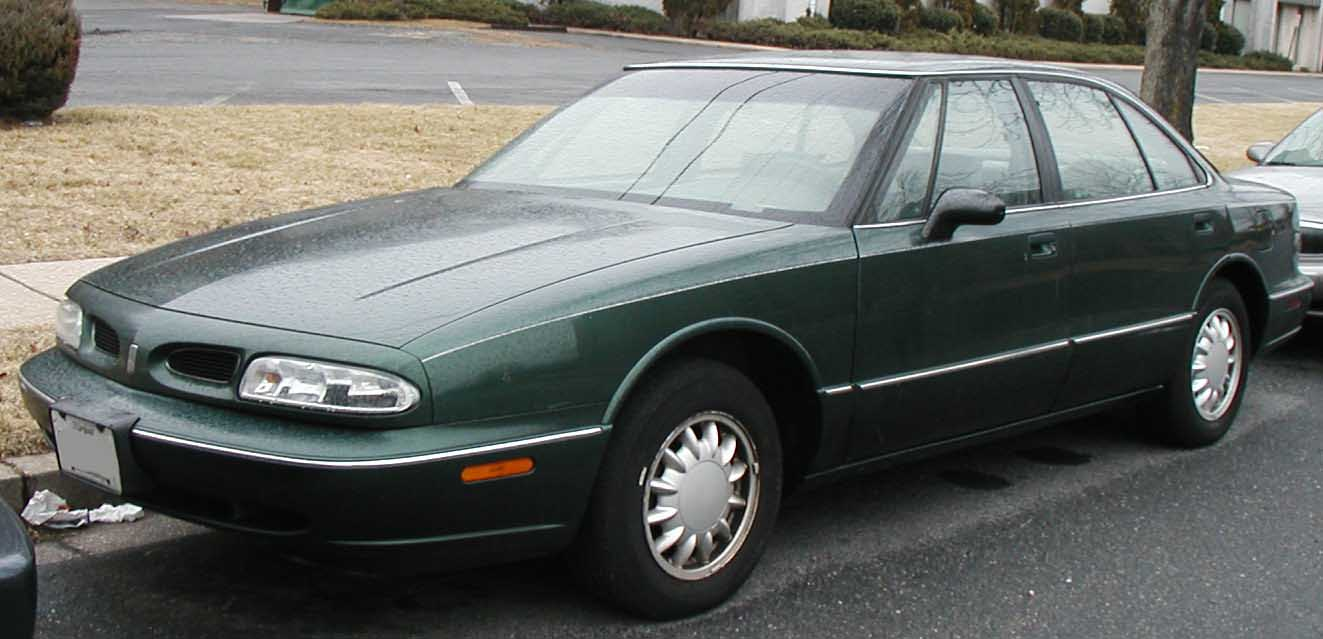
1992—1999 років